# Wittelsbacherschule

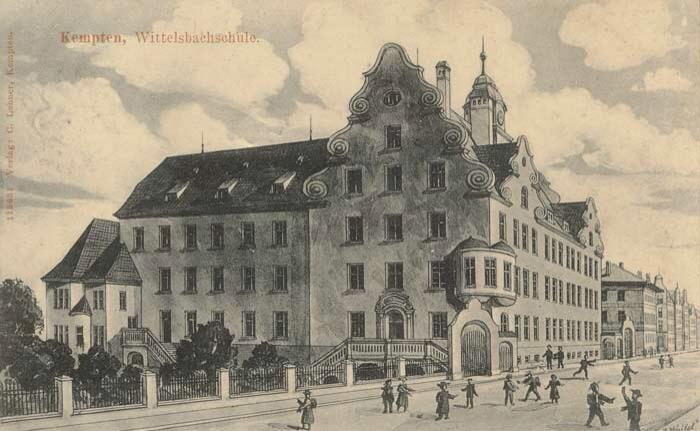
Historische Ansicht der Schule

Die Wittelsbacherschule in Kempten im Allgäu ist ein denkmalgeschütztes Bauwerk des Neobarocks mit der Anschrift Frühlingstraße 14. In dem Gebäude ist heute (Stand 2012) eine Mittelschule untergebracht. Die Schule ist nach dem Adelsgeschlecht der Wittelsbacher benannt.

## Geschichte
Die Schule wurde in den Jahren 1905 bis 1906 erbaut und steht neben der später erbauten Realschule an der Salzstraße.
Bis in das Jahr 2007 handelte es sich um eine Grund- und Teilhauptschule I. In dieser Zeit wurden die Klassenstufen 1 bis 6 unterrichtet. Heute werden die Klassen 5 bis 10 unterrichtet. Die Wittelsbacherschule ist Teil des Mittelschulverbundes Kempten und bietet vier Richtungen an:
- Regelklassen (5. bis 9. Klasse)
- Gebundene Ganztagesklassen (5. bis 9. Klasse)
- Mittlerer-Reife-Zweig (7. bis 10. Klasse)
- Vorbereitungsklassen 9V und 10V

Die Wittelsbacherschule wird von etwa 330 Schülern besucht.

## Bauwerksbeschreibung
Die Wittelsbacherschule besteht aus zwei winkelförmig angeordneten dreigeschossigen Trakten, die mit volutengezierten Zwerchgiebeln geschmückt sind. Auf dem Dach ruht eine Dachreiteruhr. Das ursprüngliche Uhrwerk ist in einem der Trakte ausgestellt. An den Schmalseiten befinden sich jeweils dreistöckige Volutengiebel und Hausteinportale. In nordwestlicher Richtung  ist ein Runderker vorgebaut.